# Saint-Benoît-la-Chipotte
Saint-Benoît-la-Chipotte és un municipi francès, situat al departament dels Vosges i a la regió del Gran Est. L'any 2007 tenia 412 habitants.

## Demografia

### Població
El 2007 la població de fet de Saint-Benoît-la-Chipotte era de 412 persones. Hi havia 159 famílies, de les quals 45 eren unipersonals (29 homes vivint sols i 16 dones vivint soles), 53 parelles sense fills i 61 parelles amb fills.
La població ha evolucionat segons el següent gràfic:
Habitants censats

### Habitatges
El 2007 hi havia 209 habitatges, 165 eren l'habitatge principal de la família, 33 eren segones residències i 11 estaven desocupats. 192 eren cases i 15 eren apartaments. Dels 165 habitatges principals, 136 estaven ocupats pels seus propietaris, 21 estaven llogats i ocupats pels llogaters i 7 estaven cedits a títol gratuït; 2 tenien una cambra, 4 en tenien dues, 15 en tenien tres, 40 en tenien quatre i 103 en tenien cinc o més. 124 habitatges disposaven pel capbaix d'una plaça de pàrquing. A 84 habitatges hi havia un automòbil i a 55 n'hi havia dos o més.

### Piràmide de població
La piràmide de població per edats i sexe el 2009 era:
| Homes | Edats   | Dones |
| ----- | ------- | ----- |
| 0     | 95 o +  | 0     |
| 0     | 90 a 94 | 4     |
| 0     | 85 a 89 | 0     |
| 0     | 80 a 84 | 0     |
| 12    | 75 a 79 | 12    |
| 8     | 70 a 74 | 16    |
| 12    | 65 a 69 | 8     |
| 8     | 60 a 64 | 4     |
| 20    | 55 a 59 | 4     |
| 8     | 50 a 54 | 8     |
| 8     | 45 a 49 | 16    |
| 16    | 40 a 44 | 24    |
| 12    | 35 a 39 | 12    |
| 12    | 30 a 34 | 16    |
| 4     | 25 a 29 | 4     |
| 16    | 20 a 24 | 8     |
| 12    | 15 a 19 | 12    |
| 24    | 10 a 14 | 16    |
| 16    | 5 a 9   | 4     |
| 4     | 0 a 4   | 16    |

## Economia
El 2007 la població en edat de treballar era de 245 persones, 163 eren actives i 82 eren inactives. De les 163 persones actives 130 estaven ocupades (79 homes i 51 dones) i 32 estaven aturades (15 homes i 17 dones). De les 82 persones inactives 26 estaven jubilades, 27 estaven estudiant i 29 estaven classificades com a «altres inactius».

### Ingressos
El 2009 a Saint-Benoît-la-Chipotte hi havia 165 unitats fiscals que integraven 422,5 persones, la mediana anual d'ingressos fiscals per persona era de 15.096 €.

### Activitats econòmiques
Dels 5 establiments que hi havia el 2007, 1 era d'una empresa de fabricació d'altres productes industrials, 1 d'una empresa de comerç i reparació d'automòbils, 1 d'una empresa de transport, 1 d'una empresa d'hostatgeria i restauració i 1 d'una empresa immobiliària.
L'any 2000 a Saint-Benoît-la-Chipotte hi havia 6 explotacions agrícoles.

## Equipaments sanitaris i escolars
El 2009 hi havia una escola elemental integrada dins d'un grup escolar amb les comunes properes formant una escola dispersa.

## Poblacions més properes
El següent diagrama mostra les poblacions més properes.